# عزلة المغارب (ذمار)

تعديل مصدري - تعديل

عزلة المغارب هي إحدى عزل مديرية وصاب السافل في محافظة ذمار اليمنية ويبلغ تعداد سكانها 5122 نسمة حسب التعداد السكاني في اليمن لعام 2004.